# Могила короля Суро
Могила короля Суро (кор. 수로왕릉; Сурованнын) или Намнын (кор. 납릉) — могила короля Суро, основателя древнего корейского государства Кымгван Кая (Карак-кук) и родоначальника клана Кимов из города Кимхэ. Расположена в городе Кимхэ провинции Кёнсан-Намдо, один из символов Кимхэ.

## История
Гробница имеет круглую форму, покрыта грунтом. На ней нет специальных памятников. В 1580 году губернатор провинции Кёнсандо восстановил гробницу, установил каменный стол, платформу и знак в передней части гробницы. Памятник, который был построен в 1647 году, до сих существует, на этой каменной стеле написано: «Могила короля Суро, основателя государства Карак-кук». На воротах «Намнын чонмун» перед могилой вписаны две цифры рыб лицом друг к другу каменный монумент в центре индийским стилем. По книге «Самгук юса», Хо Хванок, жена короля Суро — из Индии.
В 1884 году король Коджон назвал святилище гробницы «Сунсонджон» и заново восстановил могилу и здания на территории гробницы. На северо-востоке от гробницы короля Суро находится гробница королевы Хо, жены короля Суро. Каждую осень в гробнице короля Суро проводится мемориальный ритуал под названием «Чхунхян тэдже».